# Apolo y Dafne (Bernini)
Apolo y Dafne es una escultura realizada por el italiano Gian Lorenzo Bernini entre los años 1622 y 1625. Pertenece al estilo barroco. Se trata de un grupo escultórico de mármol y de tamaño natural expuesto en la Galería Borghese (Roma).

## Mito
Cuenta el mito de Apolo y Dafne, en el que Apolo se burló de Eros (Cupido). Molesto por la arrogancia de Apolo, Eros ideó cómo vengarse y arrojó una flecha de oro que causaba un amor inmediato a quien hiriese. Otro disparo hirió a la Ninfa Dafne con una flecha de plomo, que causaba el rechazo amoroso. Así que cuando Apolo vio un día a Dafne se sintió herido de amor y se lanzó en su persecución. Pero Dafne, que sufría el efecto contrario, huyó de él. La dríade corrió y corrió hasta que agotada pidió ayuda a su padre, el río Ladón, y a su madre la diosa Gea quienes determinaron convertir a Dafne en laurel. Cuando Apolo alcanzó a Dafne, ésta iniciaba la transformación: su cuerpo se cubrió de dura corteza, sus pies fueron raíces que se hincaban en el suelo y su cabello se llenó de hojas. Apolo se abrazó al árbol y se echó a llorar. Y dijo: "Puesto que no puedes ser mi mujer, serás mi árbol predilecto y tus hojas, siempre verdes, coronarán las cabezas de las personas en señal de victoria".

## Estilo
Gian Lorenzo Bernini captura la transformación de Dafne con intensa emoción, retratando las diferentes etapas de sus cambios. Al igual que sucede en otra de sus obras, el Rapto de Proserpina, la obra nos pide que interactuemos con ella: vista desde la espalda de Apolo, la figura de Dafne queda oculta, mostrándonos sólo el árbol en que se transforma, de modo que girando alrededor de la estatua tenemos una visión en el tiempo de la metamorfosis de la ninfa.
La contraposición de los elementos y el uso del claroscuro reflejan la fuente de la escultura helenística de la que bebe Bernini. 
También, en el periodo helenístico existía esta percepción de Apolo como un muchacho andrógino, joven y delgado, con un peinado femenino, aspectos representados también en esta estatua.
Aunque Apolo predicaba la virtud griega de la Sofrosina, la moderación y la sobriedad, esta estatua le muestra persiguiendo desesperadamente a su amor, en vano . 
Esta escultura se inspiró en el Apolo Belvedere de Leocares. La composición se realiza en plano-relieve, encontrándose llena de dinamismo y difuminación. El grito de horror de Dafne y el rostro perplejo de Apolo nos muestran un contraste de actitudes y aspectos que reflejan el interés por la representación de las esculturas. Esta preocupación por la expresividad muestra una gran utilización del pathos (capacidad del personaje de mostrar sus sentimientos). Dafne parece desconocer su transformación según mira hacia atrás por encima de su hombro, con los labios entreabiertos por el miedo. Su repentina detención, a consecuencia de su transformación, muestra el cabello de Dafne inmortalizado mientras gira. Mientras, Apolo se muestra estupefacto, no puede creer lo que ven sus ojos.

## Composición
Bernini utiliza una composición abierta, figura tridimensional que permite la visión espacial de todos los ángulos de la escultura, con una gran línea diagonal que otorga a la escultura un gran movimiento y dinamismo a todo el conjunto, especialmente en los ropajes ondeados y en el cabello de Dafne. La posición cercana de los personajes otorga a la obra estabilidad.